# Concilium provinciae
Ein Concilium provinciae (Latein für „Provinzrat“, im Deutschen meist als „Provinziallandtag“ übersetzt, im griechischsprachigen Osten des Reiches koinon) war eine Versammlung von Delegierten aller Siedlungen und Städte einer römischen Provinz, die einmal im Jahr in der Hauptstadt der entsprechenden Region zusammenkamen, um dort Feierlichkeiten zu Ehren der Göttin Roma abzuhalten, einer Personifikation des römischen Staates. Geleitet wurden die Feierlichkeiten von einem Flamen, einem Priester, der jährlich durch die Versammlung gewählt wurde.
Abgesehen von dem zeremoniellen und religiösen Aspekt der Zusammenkunft hatte das Concilium provinciae auch die Funktion eines Landtags der örtlichen Aristokratie und politischen Elite, auf dem interne Belange und Probleme der Provinz beraten oder zum Beispiel Gesandtschaften zur Vertretung der regionalen Interessen in Rom gebildet wurden.